# Frea assimilis
Frea assimilis là một loài bọ cánh cứng trong họ Cerambycidae.